# Saint-Jean-Pla-de-Corts
Saint-Jean-Pla-de-Corts (catalansk: Sant Joan Pla de Corts) er en by og kommune i departementet Pyrénées-Orientales i Sydfrankrig.

## Geografi
Saint-Jean-Pla-de-Corts ligger 26 km syd for Perpignan og 12 km fra den spanske grænse. Nærmeste byer er mod øst Le Boulou (5 km), mod syd Maureillas-las-Illas (4 km) og mod sydvest Céret (6 km).

## Borgmestre
- Jean Patot (1963-1989)
- Robert Garrabé (1989-)

## Demografi

### Udvikling i folketal
| 1962                                                              | 1968 | 1975 | 1982  | 1990  | 1999  | 2007  | 2013  | 2017  |
| ----------------------------------------------------------------- | ---- | ---- | ----- | ----- | ----- | ----- | ----- | ----- |
| 722                                                               | 743  | 906  | 1.040 | 1.456 | 1.775 | 1.965 | 2.055 | 2.218 |
| Tal fra og med 1962 er uden dobbelttælling (sans doubles comptes) |      |      |       |       |       |       |       |       |